# Swing Papa's
The Swing Papa's was een invloedrijke Nederlandse jazzband in de jaren 30 en 40 van de 20e eeuw.

## Oprichting
The Swing Papa's werd opgericht door Iwan Poustochkine in september 1935. Hij wilde met het ensemble jazzmuziek spelen in de stijl van de Chicago-jazz, zoals hij die had gehoord op Amerikaanse grammofoonplaten. In 1936 wordt Joop Stoutjesdijk toegevoegd aan de bezetting van de band. Eind 1936 neemt hij de muzikale leiding op zich. Waardoor de muziek de vorm krijgt, waarmee de band bekend is geworden.

## Hoogtijdagen
Onder leiding van Joop Stoutjesdijk behaalt de band zijn grootste successen. De band treedt veelvuldig op in Nederland en maakt verschillende plaatopnamen. De ster van de band is rijzende tot in 1943 het verder gezamenlijk muziek maken door de Duitse bezetter onmogelijk is geworden. Langzaam, maar zeker valt de band hierdoor uiteen.

## Verval en reünie
Na de Tweede Wereldoorlog vertrokken verschillende leden van de Swing Papa's naar het buitenland. Halverwege de jaren zestig bleken de meeste oud-leden uit de periode 1941 - 1943 echter weer in Nederland te wonen, waardoor de idee ontstond van een jaarlijkse reünie. In april 1966 werd de reünie voor het eerst gehouden en met enkele onderbrekingen tot en met 1976 gecontinueerd.

## Opnamen
In de periode tussen 1937 en 1943 neemt de band circa 120 nummers op glasplaten op, het merendeel in professionele studio’s. Van deze opnamen is een groot deel, zij het niet geheel schadevrij, bewaard gebleven. Een aantal van deze opnamen is later heruitgegeven, waaronder:
- At Swing Papa’s Reunion in 1946 the Original Dutch Swing College Band is formed (Decca DQL 662 006)
- Swing Papa’s 1941 - 1975 (Philips 6436521)

## Belangrijkste bezetting
- Joop Stoutjesdijk (Den Haag, 25 september 1917 - Marseille (F), 2 september 1982) - Tenorsaxofoon, bandleiding
- Iwan Poustochkine (Den Haag, 10-02-1918 - Rotterdam, 03-01-1978) - Drums
- Constantin 'Toto' Poustochkine (Kreta, 14-09-1910 - Den Haag, 01-01-1992) - Muzikale ideeën
- Joost van Os (Rotterdam, 15-01-1921 - Den Haag, 22-11-1984) - Trompet
- Hans van Assenderp (Batavia (Ind), 19-08-1921 - Zwijndrecht, 29-06-1980) - Trombone, saxofoon, piano, slagwerk, trompet, vibrafoon
- Peter Schilperoort (Den Haag, 04-11-1919 - Leiderdorp, 17-11-1990) - Klarinet
- Joop Schrier (Den Haag, 01-08-1918 - Den Haag, 01-04-1995) - Piano
- Eddie Hamm (Rotterdam, 24-9-1920 - Den Haag, 21-09-2012) - Contrabas
- Otto Gobius (Den Haag, 17-05-1917 - Genolier (CH), 27-12-1993) - Gitaar
- Jan Bouwer (Soerabaya (Ind), 20-01-1920 - Voorschoten, 04-01- 1992) - Gitaar

## Overige muzikanten
- Theo ‘Broer’ Tremio
- Percy Linscheer
- Richard Kalthoven
- Jan van der Vliet
- Paul Zoetmulder
- Dick van Oirsouw
- Jim van Nispen
- Jan de Veen